# Brekovac
Brekoc en albanais et Brekovac en serbe latin (en serbe cyrillique : Брековац) est une localité du Kosovo située dans la commune/municipalité de Gjakovë/Đakovica, district de Gjakovë/Đakovica (Kosovo) ou de Pejë/Peć (Serbie). Selon le recensement kosovar de 2011, elle compte 2 948 habitants.

## Démographie

### Évolution historique de la population dans la localité
| 1948 | 1953 | 1961 | 1971  | 1981 | 1991  | 2011  |
| ---- | ---- | ---- | ----- | ---- | ----- | ----- |
| 209  | 449  | 597  | 1 156 | 841  | 1 224 | 2 948 |

|  |

### Répartition de la population par nationalités (2011)
En 2011, les Albanais représentaient 73,51 % de la population, les Égyptiens 14,59 % et les Roms 6,95 %.